# رود درير
رود درير (بالإنجليزية: Rod Dreher)‏ هو صحفي أمريكي، ولد في 14 فبراير 1967 في باتون روج في الولايات المتحدة.

## روابط خارجية
- رود درير على موقع IMDb (الإنجليزية)
- رود درير على موقع روتن توميتوز (الإنجليزية)